# مرغاة حليب

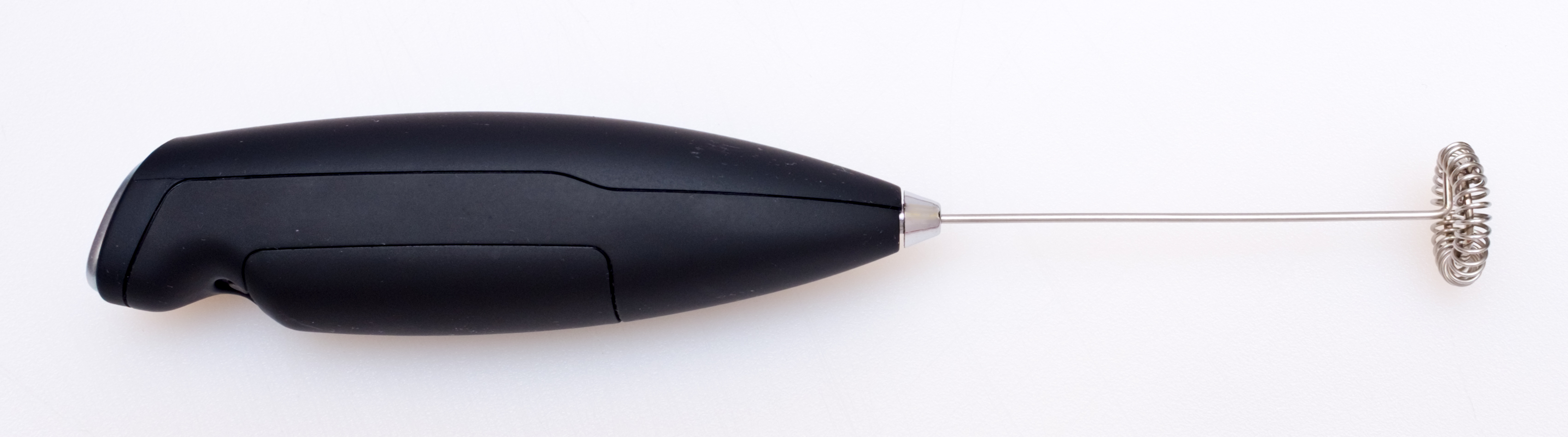
مرغاة حليب عصوية تعمل بالبطارية

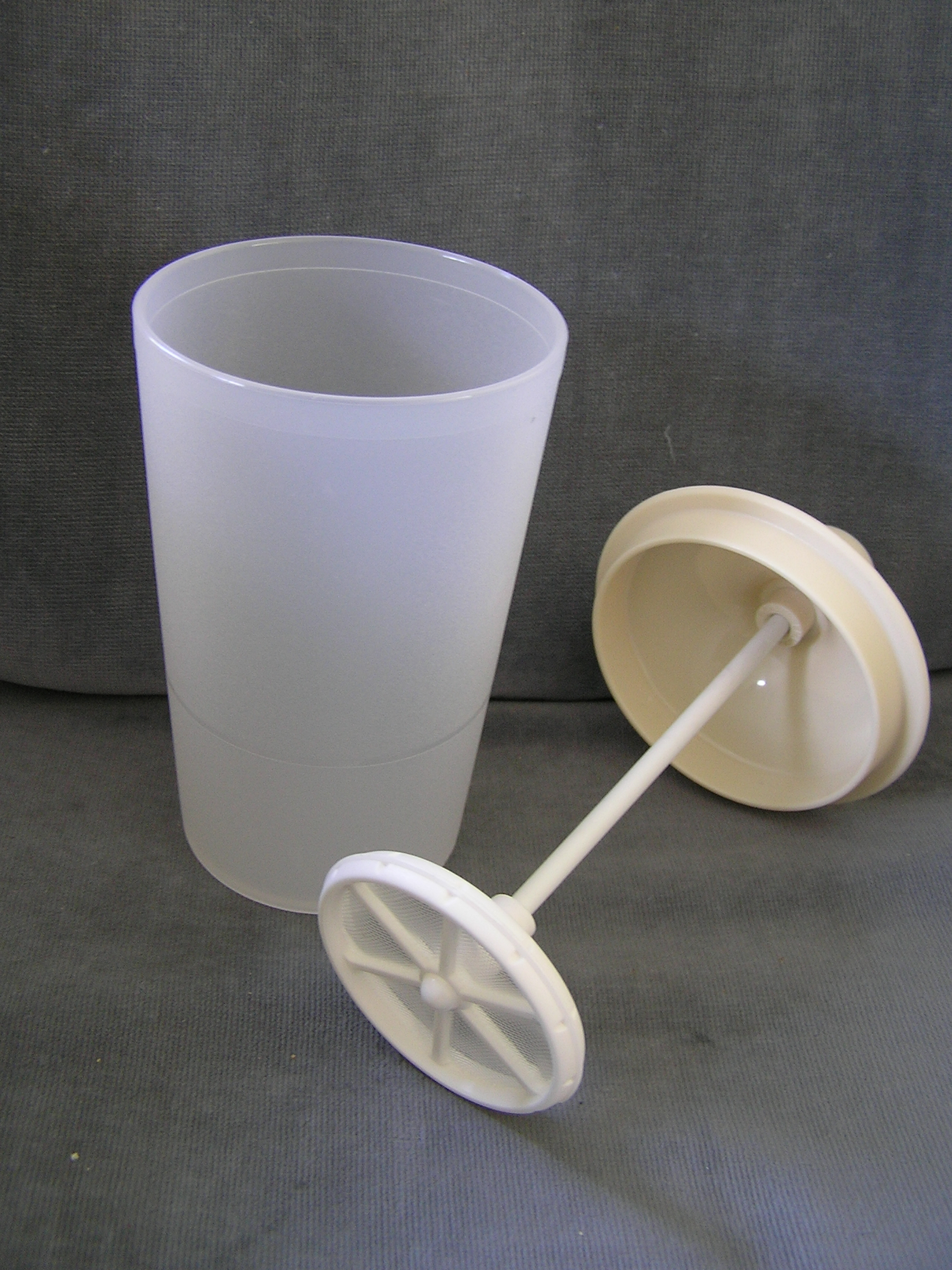
مرغاة الحليب تعمل بالكبس

استخدام مرغاة الحليب (الكهربائية المحمولة)

مِرغاة الحليب (جمع: مراغي الحليب) أو مِزبدة الحليب (جمع: مزابد) هو أداة لصنع رغوة الحليب أو زَبَده التي تُضاف إلى أنواع من القهوة (مثل كبتشينو أو لاتيه ، إلخ). تعمل المرغاة على تهوية الحليب، ما يخلق رغوة سميكة ولكن خفيفة. أول ما صنعت مرغاة الحليب كان في آلات الإسبريسو التي تحتوي على عصا بخارية والتي من شأنها أن تُرغي الحليب المبخر.
الزَّبَد أو الرغوة تتشكل أثناء عملية تهوية الحلي تجعل قوام الحليب أخف وتزيد حجمه. الهواء المنبعث من رغوة الحليب جنبًا إلى جنب مع الخصائص الكيميائية الموجودة في الحليب يخلق نسيجًا رغويًا للحليب. ينتج الحليب الذي يحتوي على محتويات مختلفة من البروتين والدهون أنواعًا مختلفة من الرغوة. لرغوة الحليب أنواع مختلفة بناءً على نوع الحليب المستخدم في العملية، وجميعها تنتج مذاقًا وقوامًا مختلفًا. ولمراغي الحليب ثلاثة أنواع : يدوية أو كهربائية محمولة أو تلقائية. تستخدم جميع الأجهزة عملية إضافة فقاعات الهواء إلى الخواص الكيميائية للحليب لتكوين الرغوة أو الزبد.

## الأسماء

### مرغاة
مرغاة اسم آلة على وزن مفعلة من جذر كلمة رغوة، وهو على وزن مصفاة من صفا.

### مزبدة
مرغاة اسم آلة على وزن مِفعلة من جذر كلمة زَبَد، وهو على وزن محفظة من حفظ. جاء في المعجم الوسيط: : «الزَّبَد من المَاء وَالْبَحْر وَالْبَعِير وَاللَّبن وَغَيرهَا الرغوة»